# كاستلوكو سوبريوري
كاستلوكو سوبريوري (بالإيطالية: Castelluccio Superiore)‏ هي بلدية في مقاطعة بوتنسا في إقليم بازيليكاتا الإيطالي.

## السكان
في سنة 1861 بلغ عدد السكان 2٬050 نسمة، وتطور العدد ليصل في سنة 2011 لـ 860 نسمة.
يظهر هذا المخطط البياني تطور النمو السكاني لـ كاستلوكو سوبريوري